# Bombylius bicincta
Bombylius bicincta är en tvåvingeart som först beskrevs av Christian Rudolph Wilhelm Wiedemann 1830.  Bombylius bicincta ingår i släktet Bombylius och familjen svävflugor. Inga underarter finns listade i Catalogue of Life.